# ولادیمیروا
ولادیمیروا (به لاتین: Vladimirovo) یک منطقهٔ مسکونی در بلغارستان است که در اورلوو دول واقع شده‌است.